# Félicité de Genlis
Stéphanie Félicité du Crest de Saint-Aubin, comtesse de Genlis, född 25 januari 1746 på slottet Champcéry i Issy-l'Évêque, död 31 december 1830 i Paris, var en fransk grevinna och författare.

## Biografi
Félicité de Genlis utmärkte sig redan som flicka för sin virtuositet på alla slags musikinstrument, särskilt på harpa. Vid sexton års ålder blev hon gift med greve Charles-Alexis de Brûlart de Genlis, sedermera markis de Silléry, vilken 1793 blev avrättad tillsammans med girondisterna. Som släkting till Charlotte Jeanne Béraud de la Haye de Riou, vilken i hemlighet var gift med Ludvig Filip av Bourbon-Orléans infördes Félicité de Genlis i den orleanska familjen. Ludvig Filips son i första giftet, kallad Philippe Égalité, anförtrodde åt henne sina barns uppfostran 1777. Hon nyttjade praktisk åskådningsundervisning och författade i samband med sina uppgifter åtskilliga pedagogiska skrifter för sina furstliga elever.
Vid revolutionens utbrott 1789 fick hon till följd av sin förbindelse med orleanisterna en viss politisk betydenhet, visade sig flera gånger tillsammans med sina elever både i nationalförsamlingen och i jakobinklubben samt behandlade i boken Leçons d'une Gouvernante à ses Élèves (1791) familjen Orleans hela privatliv. 1793 måste hon emigrera, varvid Péthion de Villeneuve för hennes säkerhets skull ledsagade henne till England. Under landsflykten uppehöll hon sig först i Belgien, sedan i närheten av Zürich och slutligen i Altona. 1802, när Napoleon I blivit förste konsul, återvände hon till Paris, där hon erhöll fri bostad och en pension av 6 000 francs. Vid samma tid blev hon mycket produktiv som romanförfattare.
Félicité de Genlis använde ofta den på hennes tid mycket omtyckta memoarformen samt gjorde för det mesta sina egna kärlekshistorier till föremål för sina skildringar. Under de sista åren av sitt liv uppträdde hon ofta polemiskt och försvarade katolicismen mot 1700-talsfilosofernas angrepp.
Mémoires inédits sur le XVIII. siècle et la Révolution française, innehåller en entusiastisk skildring av hennes egen skönhets och hennes talangers triumf. Inte med orätt har man emellertid kallat den för den minst trovärdiga av hennes romaner. Med romantiken föll hennes romaner i glömska, men ända fram till sin död hade Félicité de Genlis en mycket besökt salong, där hon spelade harpa och berättade anekdoter.